# Aabeek
Aabeek är ett vattendrag i Belgien.   Det ligger i provinsen Antwerpen och regionen Flandern, i den centrala delen av landet, 21 kilometer norr om huvudstaden Bryssel.
Trakten runt Aabeek består till största delen av jordbruksmark. Runt Aabeek är det mycket tätbefolkat, med 1 361 invånare per kvadratkilometer.